# Павловская улица (Киев)
Па́вловская у́лица (укр. Па́влівська ву́лиця) — улица в Шевченковском районе города Киева. Пролегает между Гоголевской улицей и улицей Вячеслава Черновола.
Павловскую улицу пересекают Тургеневская, Дмитриевская и Златоустовская улицы.

## История
Возникла в 1830-е годы в историческом районе Солдатская слободка, где селились преимущественно отставные солдаты и инвалиды, первое упоминание — 1838. Тогда доходила до Златоустовской улицы, во второй половине XIX в. продлена до Кадетского шоссе (ныне его часть — улица Вячеслава Черновола). Бытовало также название Павловский переулок (упоминается в 1883). В 1900-х годах построено продолжение Павловской улицы между Гоголевской и Обсерваторной — Новопавловская (ныне улица Владимира Винниченко).
В 1939 году переименована с учётом исторического названия в улицу Академика Павлова в честь И. П. Павлова, однако в 1944 году вместе с рядом других исторических киевских названий (Андреевский спуск, Владимирская улица) название «Павловская улица» было возвращено.
Во время оккупации Киева в 1941—1943 гг. в доме № 9 находился подпольный запасной Шевченковский райком КП(б) Украины.
В доме № 8 жил художник В. Г. Юнг, в доме № 10 — художник-график И. Н. Плещинский (1892—1961).

## Современность
Современная Павловская улица (по нечётной стороне) сохраняет часть застройки XIX века, большую её часть занимают многоэтажные здания 1960—1990-х гг. На углу улиц Павловской, Гоголевской и Владимира Винниченко находится Павловский сквер.

## Транспорт
До 1991 года по Павловской улице ходил трамвай. Имеется остановка «Павловская улица» 15-го и 18-го трамваев (идущих по Дмитриевской). Ближайшие станции метро — «Вокзальная» (на трамвае по Дмитриевской), «Университет» (на транспорте от площади Победы по бульвару Тараса Шевченко), «Лукьяновская» и «Майдан Независимости» (на транспорте в разные стороны по улице Сечевых Стрельцов).